# Округ Рефјурио (Тексас)
Округ Рефјурио (енгл. Refugio County) је округ у америчкој савезној држави Тексас. По попису из 2010. године број становника је 7.383.

## Демографија
Према попису становништва из 2010. у округу је живело 7.383 становника, што је 445 (5,7%) становника мање него 2000. године.
| Група             | 2000.         | 2010.         |
| Белци             | 3.703 (47,3%) | 3.337 (45,2%) |
| Афроамериканци    | 530 (6,8%)    | 483 (6,5%)    |
| Азијати           | 23 (0,3%)     | 33 (0,4%)     |
| Хиспаноамериканци | 3.490 (44,6%) | 3.487 (47,2%) |
| Укупно            | 7.828         | 7.383         |